# Miyakoponny
Miyakoponnyn (ja: 宮古馬, Miyako uma) är en hästras som härstammar från Japan. Rasen anses komma från de hästar som fördes till Japan från Kina och Mongoliet av koreanska fiskare för ca 2 000 år sedan och dessa ponnyer är nu uppdelade i cirka 8 olika raser bland annat Hokkaidoponnyn och Misakiponnyn. Rasen är akut utrotningshotad. 

## Historia
För över 2 000 år sedan fördes ett stort antal hästar till Japan från bland annat Kina, Korea och Mongoliet. Många av dessa hästar var mongoliska vildhästar, så kallade Przewalskihästar. Även en del ökenhästar till exempel arabiska fullblod kan ha förts till Japan och förädlat hästarna något. 
Dessa hästar som fördes till Japan korsades på olika vis och avlades på olika ställen i Japan och idag räknar man dem som 8 olika hästraser som fått namn beroende på var de är uppfödda i landet. Miyakoponnyn föddes upp på ön Miyako i Okinawa. 
Redan på 1200-talet började man avla på hästarna som innan dess sprungit vilt på ön. Öborna använde de små hästarna för jordbruk och transport. Under Andra världskriget korsades ponnyerna med större importerade hästar för att göra dem större och lämpligare för lite grövre jordbruk. 
1955 fanns över 10 000 exemplar av de små hästarna men under 1960-talet började man bygga vägar på öarna och invånarna satsade istället på bilar, vilket gjorde att antalet ponnyer drastiskt sjönk. 1975 började man avla upp rasen lite i ett försök att bevara hästarna, eftersom de hade ett stort historiskt värde för öborna. Men 1988 fanns bara elva hästar kvar. Idag har antalet stigit något, men rasen är fortfarande akut hotad av utrotning. Det finns idag 22 hästar av rasen.

## Egenskaper
Miyakoponnyn har ett tydligt inslag av den mongoliska vildhästen med ett stort, tungt huvud och färgen black som är dominerande hos rasen. Miyakoponnyn är den största av de 8 japanska ponnyraserna tack vare utaveln med större hästar, vilket även har gjort rasen lite ädlare. 